# Andoversford
Andoversford – wieś w Anglii, w hrabstwie Gloucestershire, w dystrykcie Cotswold. Leży 19 km na wschód od miasta Gloucester i 134 km na zachód od Londynu.